# 테테루
《테테루》(영어: Teteru)는 TTR에서 만든 애니메이션으로, 2020년 1월 9일부터 9월 10일까지 매주 목요일 2시 30분 KBS 1TV에서 방영했다.

## 방송 일시
| 방송 채널 | 방송일                    | 방송 시간 |
| --------- | ------------------------- | --------- |
| KBS 1TV   | 2020년 1월 9일 ~ 9월 10일 | 종료      |

## 등장인물
- 유진(테테루)
- 이비(테릴리)
- 봉구(지바트)
- 빅 할아버지
- 오드리
- 이사벨라
- 피노
- 로봇 1호 & 로봇 2호
- 모르
- 발칸
- 한나&루나
- 유비
- 유진 아빠
- 유진 엄마
- 이비 엄마

## 목소리 출연
- 남도형: 유진/테테루
- 이소영: 봉구/지바트
- 김보나: 이비/테릴리
- 강은애: 이사벨라
- 장은숙: 유진 엄마
- 엄상현: 유진 아빠
- 이현: 빅 할아버지, 모르
- 신경선: 발칸

## 제작진
- 책임프로듀서: 이경묵
- 프로듀서: 목훈
- 총감독/제작총괄: 김선희
- 총괄프로듀서: 최세정
- 제작프로듀서: 황세리, 젠넷, 이슬기, 정진채, 김영경
- 애니메이션 연출: 성백엽, 최세정
- 시나리오: 김선희, 장혜린, 최민용, 권오현, 진익순
- 캐릭터 디자인: 이영웅, 지봉구, 송민희, 유수연, 허민경, 이문희, 황이비
- 배경 디자인: 이영운, 이윤아
- 스토리 보드: 김선희, 성백엽, 임경원, 최세정
- 모델링/맵핑: 류창곤, 조성재, 배태근
- 리깅: 김대열
- 레이아웃: 이승복, 뱃사펀
- 애니메이션: 이승복, 오은정, 이원재, 조영준, 한슬아, 하회창, 손찬혁, 남윤정, 낫타왓, 오녹영
- 라아팅: 양정오, 김준기, 펀텝
- 합성/이펙트: 강원철, 박종현, 아카린, 구자열
- 영상편집: 이유상, 최세정, 주혜련
- 우리말 제작
  - 우리말 연출: 박선영
  - 녹음: 토키미디어
  - 사운드슈퍼바이저: 이현민
  - 더빙/믹싱: 이초롱
  - 사운드편집: 김숙영
  - 음악: 보이피븐
  - 사운드디자인: 김하영
- 제작협력: 스튜디오 가게
- 사업총괄: 최세정
- 제작지원: KOCCA
- 홈페이지: 구경순, 김재현
- 종합편집: 김경환
- 조연출: 차한결
- 연출: 목훈
- 기획: KBS
- 제작: TTR
- 저작권: TTR All rights reserved.

## 주제가
- 여는 곡 「테테루와 함께」 , 닫는 곡 「핑퐁팡 레츠고」
  - 작곡: 김선희, 벤젠비, 보이피븐
  - 작사: 김선희, 필승블재, 박지만
  - 노래: 더데이지

## 방영 목록
| 회차       | 제목                   | 방송 일자       |
| ---------- | ---------------------- | --------------- |
| 1화        | 또 다른 세계           | 2020년 1월 9일  |
| 2화        | 꿈 도둑 마녀           | 2020년 1월 16일 |
| 3화        | 빼앗긴 꿈              | 2020년 1월 30일 |
| 4화        | 삼총사의 무기          | 2020년 2월 6일  |
| 5화        | 한나의 꿈!             | 2020년 2월 13일 |
| 6화        | 루나야 넌 할 수 있어!  | 2020년 2월 20일 |
| 7화        | 꿈을 바꿔라            | 2020년 2월 27일 |
| 8화        | 빼앗긴 목걸이          | 2020년 3월 19일 |
| 9화        | 이사벨라의 슬픈 기억   | 2020년 3월 26일 |
| 10화       | 이비, 넌 할 수 있어!   | 2020년 4월 23일 |
| 11화       | 소중한 친구            | 2020년 4월 30일 |
| 12화       | 함정에 빠진 삼총사     | 2020년 5월 7일  |
| 13화       | 테릴리 구출작전 1      | 2020년 5월 14일 |
| 14화       | 테릴리 구출작전 2      | 2020년 5월 21일 |
| 15화       | 곰돌이 부대의 탄생     | 2020년 5월 28일 |
| 16화       | 스파이 로봇 2호        | 2020년 6월 4일  |
| 17화       | 테디베어 마을의 전투 1 | 2020년 6월 11일 |
| 18화       | 테디베어 마을의 전투 2 | 2020년 6월 18일 |
| 19화       | 엄마의 빈자리          | 2020년 6월 25일 |
| 20화       | 마녀의 환영식          | 2020년 7월 2일  |
| 21화       | 로봇 2호의 활약        | 2020년 7월 9일  |
| 22화       | 4차원의 방             | 2020년 7월 30일 |
| 23화       | 꿈 도서관에서의 전투   | 2020년 8월 13일 |
| 24화       | 이사벨라의 눈물        | 2020년 8월 20일 |
| 25화       | 엄마의 꿈              | 2020년 8월 27일 |
| 최종화(26) | 가자! 핑퐁팡           | 2020년 9월 10일 |

## 결방 및 편성안내
- 2020년 1월 23일 설날장사 씨름대회 태백장사의 관계로 인해 결방되었다.
- 2020년 3월 5일부터 12일까지 코로나19 통합뉴스룸의 관계로 인해 결방되었다.
- 2020년 4월 2일 KBS 청소년 특별기획 온드림스쿨 스페셜 및 KBS교향악단 말러 스페셜의 관계로 인해 결방되었다.
- 2020년 4월 9일 제21대 총선 후보자 경력방송-경기 제2차의 관계로 인해 결방되었다.
- 2020년 4월 16일 KBS 스페셜 세월호 엄마들의 이웃에 살고, 이웃에 죽고의 관계로 인해 결방되었다.
- 2020년 7월 16일 KBS 뉴스특보 리재명 대법원 선고 및 중계방송 21대 국회 개원식의 관계로 인해 결방되었다.
- 2020년 7월 23일 중계방송 국회 대정부질문-경제분야의 관계로 인해 결방되었다.
- 2020년 8월 6일 KBS 뉴스특보 중부지방 집중호우의 관계로 인해 결방되었다.
- 2020년 9월 3일 KBS 시청자 주간 KBS 시청자 포럼의 관계로 인해 결방되었다.